# Juan Carlos García
Juan Carlos García   (Bilbao, 1957) és un coreògraf i ballarí basc, reconegut pel seu treball en la dansa contemporània i per un estil propi que exalta el cos i la passió pel moviment. Es va formar a l'Institut del Teatre i al Cunningham Dance Studio de Nova York, va ser membre del Ballet Contemporani de Barcelona i del Groupe Émile Dubois, i va col·laborar amb la Companyia Gelabert/Azzopardi, El 1986 va fundar Lanònima Imperial, junt amb el músic Claudio Zulian. A més de dirigir la seva pròpia companyia, García ha creat coreografies per a ballets d'òpera europeus, com la Komische Oper de Berlín o l'Ópera de Florencia.
Entre les seves coreografies al capdavant de Lanònima Imperial destaquen Eppur si mueve (1987), Diario de unas horas (1994), Cuerpo de sombra y luz (1998), Liturgia de sueño y fuego (2000) o Variacions Al·leluia (2007).